# B&H Airlines
B&H Airlines var et flyselskab fra Bosnien og Hercegovina. Selskabet havde hub på Sarajevo International Airport ved hovedstaden Sarajevo. Selskabet blev etableret i 1994 under navnet Air Bosna, og var landets nationale flyselskab indtil 2015. B&H Airlines var ejet at det bosniske stat med 50.93% af aktierne, imens Turkish Airlines ejede 49 % og Energoinvest med 0.07%.
Selskabet fløj i november 2011 til 5 destinationer med 4 fly.

## Historie
Flyselskabet blev grundlagt 12. august 1994 som Air Bosna. I efteråret 2003 indstillede selskabet alle operationer, da selskabet ikke længere kunne betale sine udgifter. Regeringen i Bosnien og Hercegovina besluttede i maj 2004 at genoplive selskabet. Efter en stor rekonstruktion startede flyselskabet i juni 2005 operationerne under navnet B&H Airlines, med et par af ATR 72 fly.
I slutningen af 2007 besluttede regeringen at den ville sælge aktier i B&H Airlines. Den 23. februar 2008 blev det meddelt, at det tyrkiske flyselskab Turkish Airlines var i forhandlinger om at købe dele af B&H, ligesom Croatia Airlines den 30. marts samme år meddelte sin interesse for en aktiepost. Udover de to flyselskaber blev også Comintel fra Malaysia og italienske MyAir inviteret til forhandlinger.
Endelig bud blev modtaget fra Turkish Airlines, Comintel Corporation og et jordansk konsortium, som omfattede Royal Jordanian. 29. oktober 2008 meddelte den bosniske regering at Turkish Airlines var kommet med det bedste bud ved en auktion om B&H Airlines aktier. Turkish Airlines skulle som en del af aftalen overtage leasingomkostningerne for to Boeing 737 fly samt overtage et statslån for en ejerandel i selskabet. I 2011 ejede Turkish 49 % af aktierne.

## Flyflåde
I 2015 bestod B&H Airlines flyflåde af nedstående fly.

enter" |1

## Destinationer
B&H Airlines opererede flyvninger til følgende destinationer (Januar 2014):
- Bosnien og Hercegovina
  - Sarajevo – Sarajevo International Airport Hub
  - Banja Luka – Banja Luka International Airport

- Danmark
  - København – Københavns Lufthavn
- Serbien 
  - Beograd - Aerodrom Nikola Tesla

- Schweiz
  - Zürich – Zurich Airport

- Tyrkiet
  - Istanbul – Atatürk International Airport